# Eublemma albifascia
Eublemma albifascia is een vlinder van de familie van de spinneruilen (Erebidae). De wetenschappelijke naam van deze soort is voor het eerst voorgesteld door George Francis Hampson in een publicatie uit 1910.

## Verspreiding
De soort komt voor in Burkina Faso, Ivoorkust, Ghana, Nigeria, Kameroen, Gabon en Tanzania.

## Biologie
De rups van deze soort parasiteert op de Rode wevermier (Oecophylla longinoda).